# Челтнем Таун
ФК «Челтнем Таун» (англ. Cheltenham Town Football Club) — англійський футбольний клуб з міста Челтнем, заснований у 1887 році. Виступає в Другій лізі. Домашні матчі приймає на стадіоні «Уеддон Роуд», місткістю 7 066 глядачів.